# Kaishakunin

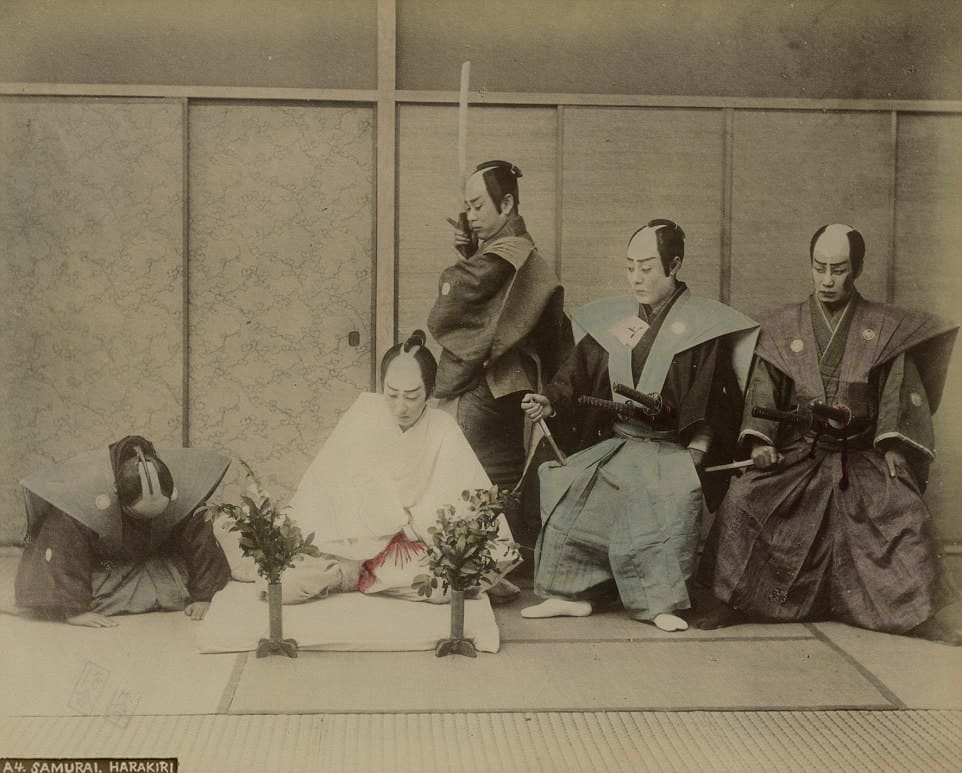
Foto van een in scène gezette seppuku. De Kaishakunin staat met opgeheven zwaard klaar om toe te slaan

Een kaishakunin (Japans: 介錯人) is de benaming voor iemand die bij het uitvoeren van de rituele zelfmoord seppuku de taak had met een zwaard het hoofd van de persoon die seppuku pleegde vrijwel geheel af te hakken (vaak zodanig dat het nog net met een stuk vlees aan het lichaam vast zat) nadat deze zijn buik had opengesneden. Deze stap in het ritueel wordt kaishaku genoemd.
De rol van de kaishakunin was vooral om zowel de persoon die seppuku pleegde als de toeschouwers de pijnlijke langzame dood van het opensnijden van de buik te besparen. Het gebruik van een kaishakunin was normaal alleen voorbehouden aan hen die seppuku pleegden uit eergevoel. Zo kreeg bijvoorbeeld een krijgsheer die was verslagen in een oorlog en er daarom voor koos seppuku te plegen vaak een kaishakunin toegewezen, maar een samoerai die seppuku pleegde omdat hij een misdaad had begaan of zijn clan te schande gemaakt niet. De kaishakunin moest een ervaren zwaardvechter zijn om het hoofd precies ver genoeg af te kunnen hakken met een enkele slag. 
De kaishakunin was vaak een vriend van de samoerai die seppuku pleegde, of een tegenstander die dusdanig onder de indruk was van de samoerai's vechtkunst dat hij hem een laatste eer wilde bewijzen. 
De recentste kaishakunin van de 20e eeuw was Hiroyasu Koga, die schrijver Yukio Mishima (1925-1970) onthoofdde gedurende diens seppuku.